# Crossorhombus kanekonis
Crossorhombus kanekonis är en fiskart som först beskrevs av Tanaka, 1918.  Crossorhombus kanekonis ingår i släktet Crossorhombus och familjen tungevarsfiskar. Inga underarter finns listade i Catalogue of Life.